# Меланоциты

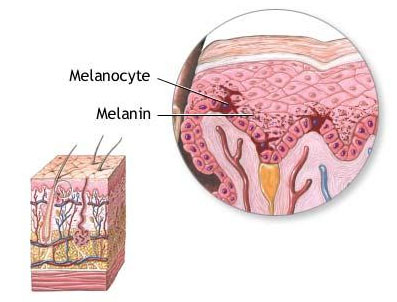
Меланоцит и меланин

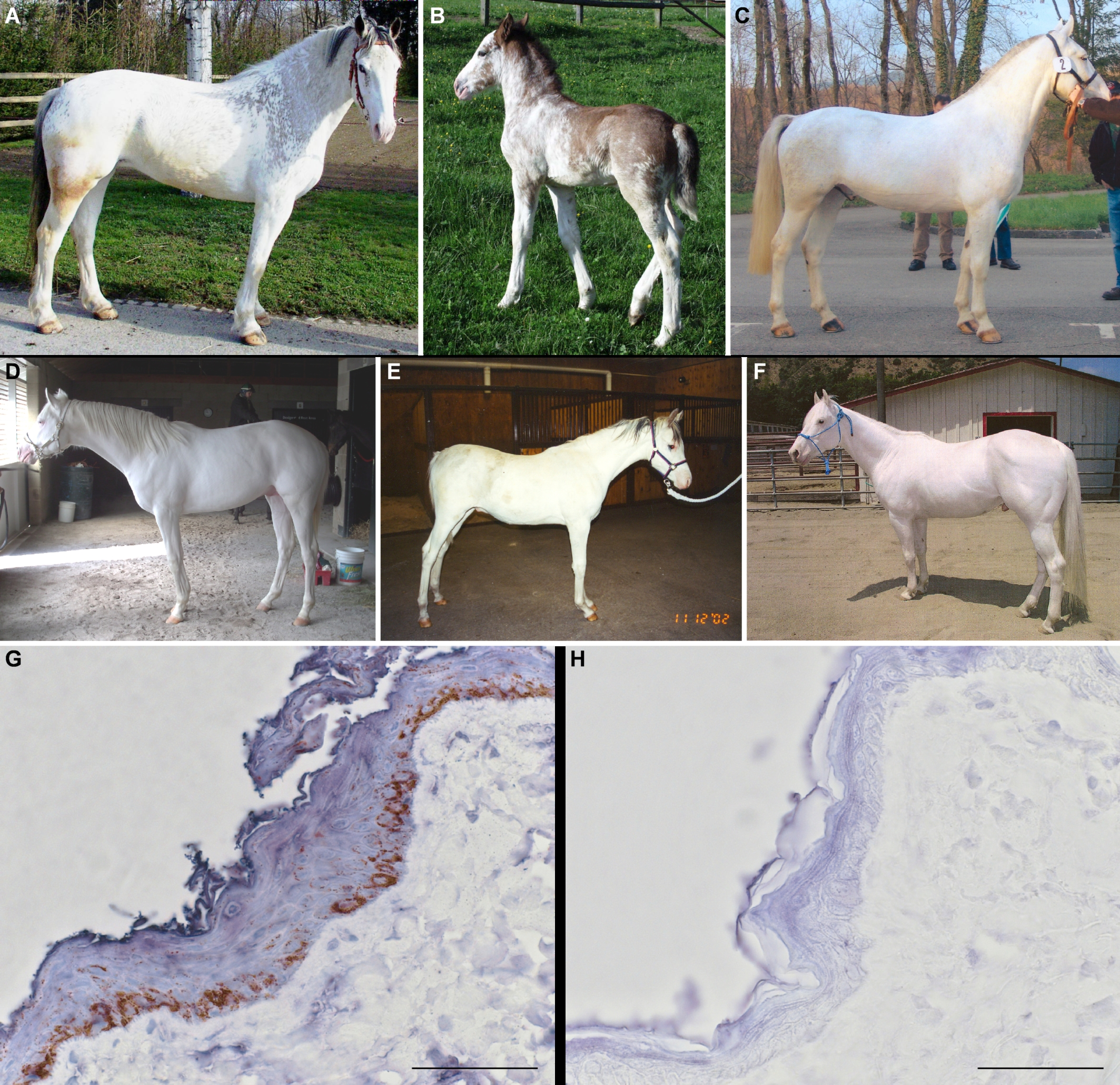
Гранулы меланина и их отсутствие на гистологическом срезе кожи лошади.

Меланоци́ты (от др.-греч. μέλας — «черный» и κύτος — «вместилище», «клетка») — специализированные клетки кожи, вырабатывающие пигмент меланин. У человека определяют конституционную меланиновую пигментацию (цвет кожи) и возможность загара. Имеют нейральное происхождение (из нервного гребня).

## Функции
Меланоциты выполняют защитную функцию, так как выделение меланина является ответной защитной реакцией организма на ультрафиолетовое излучение. Имеют вид разветвлённых (деревообразных) клеток, тело которых лежит в базальном слое эпидермиса, а длинные отростки идут в шиповатый. Меланоциты синтезируют меланин (черно-коричневый (эумеланин) или желто-красный (феомеланин), отвечающие за окрашивание глаз, кожи и волос) и накапливают в теле клетки в меланосомах, которые транспортируются в отростки. Из последних они поступают в кератиноциты эпидермиса, где защищают их ядерный аппарат от повреждения ультрафиолетовыми лучами, а в дальнейшем разрушаются лизосомами. Синтез меланина и его транспорт в эпителиальные клетки стимулируются меланоцитстимулирующим гормоном (МСГ) и АКТГ, а также действием солнечных лучей.
Большинство меланоцитов располагаются в коже, внутреннем ухе, пигментированной части эпителия сетчатки глаза, а также сосудистого слоя глаз. Нейромеланин продуцируется в больших количествах в катехоламинергических клетках чёрной субстанции (точнее, в отделе pars compacta) и голубого пятна, придавая этим структурам характерный цвет. У птиц и млекопитающих меланоциты находятся в основании волос и перьев и определяют окраску шерсти и оперения. У амфибий и рептилий изменение распределения пигмента внутри меланоцитов (меланофоров) связаны с изменениями окраски тела.

## Развитие
В ходе эмбриогенеза предшественники образуются в нервном гребне (меланобласты) и нервной трубке.